# Alex Cubis

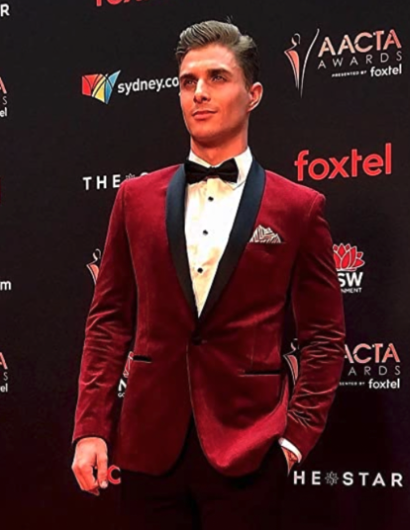
Alex Cubis (2019)

Alex Cubis (* 13. September 1991 in Sydney) ist ein australischer Schauspieler.
Bekannt wurde Cubis durch die zweite Staffel der Serie Mako – Einfach Meerjungfrau in der Rolle des Erik.

## Filmografie
- 2015: Mako – Einfach Meerjungfrau (Mako: Island of Secrets, Jugendserie)
- 2016: No Evil (Kurzfilm)
- 2016: Rake (Serie, eine Folge)
- 2025: The Black Dagger Brotherhood (Fernsehserie, sechs Folgen)